# Christian Hoyer
Jakob Christian Hoyer (* 3. Januar 1794 in Oldenburg (Oldb); † 10. April 1865 ebenda) war ein deutscher Kaufmann, Bankier und Kommunalpolitiker.

## Karriere
Hoyer stammte aus einer dänischen Bauernfamilie und war der älteste Sohn des um 1772 in das damals ebenfalls dänische Oldenburg eingewanderten Niels Nielsen Hoyer (1746–1817) und dessen zweiter Ehefrau Helene Maria geb. Bolte (1754–1815). Sein Vater arbeitete zuerst als Diener und machte sich dann als Kaufmann im Lebensmittelbereich selbständig. Hoyer übernahm 1815 das Geschäft seines Vaters, vergrößerte sogleich das Warenlager und erweiterte in den folgenden zwei Jahrzehnten sein Sortiment beträchtlich. Neben Kolonialwaren und Weinen, die schon 1819 bis nach Göttingen geliefert wurden, gehörten nun auch Spirituosen, Schokolade, Stearinlichter, Seife und Essig zum Angebot. Der 1819 begonnene Versuch der Tuchherstellung erwies sich als unrentabel und wurde eingestellt. Darüber hinaus versuchte Hoyer, den langfristigen geschäftlichen Erfolg durch vorsichtige und zielbewusste Planung und Investitionen zu sichern. 1841 kaufte er in Donnerschwee ein ausgedehntes Grundstück, um dort eine Bierbrauerei und eine Stearinlichterfabrik zu errichten. Die Produktion konnte dort in größerem Umfang allerdings erst 1847 aufgenommen werden. Sein Bier exportierte Hoyer auch in das benachbarte Ausland und sogar bis nach China, bis ihn englische Brauereien schließlich von diesen Märkten verdrängten.
1847 verlegte Hoyer auch den Familienwohnsitz nach Donnerschwee und übergab ein Jahr später das Geschäft in Oldenburg seinem Sohn Johann Heinrich (1817–1909). 1853 übergab Hoyer auch noch die Donnerschweer Fabrikunternehmen an seinen Sohn und konnte sich nun weiteren Projekten widmen.
Bereits Anfang der 1840er Jahre hatte Hoyer erkannt, dass die Oldenburger Wirtschaft neben bestimmten strukturellen Schwächen auch unter Kapitalmangel litt. Daher schloss sich Hoyer mit anderen Kaufleuten zusammen und gründete am 6. Januar 1845 die Oldenburgische Spar- und Leihbank. Von 1845 bis 1848 war er ihr erster Direktor und führte die Bank danach gemeinsam mit Friedrich Bernhard Hegeler weitere sechzehn Jahre. Die Bank mit ihren beiden wesentlichen Tätigkeiten der Kreditvergabe und der Kapitalanlage  fand bald immer stärkeren Zuspruch und eröffnete eine der wichtigsten Perioden stadtoldenburgischer Wirtschaftsgeschichte im 19. Jahrhundert. Der Industrialisierungsschub von 1848 bis 1855 wurde von der Bank mitgesteuert.
Weiterhin war Hoyer als hoch angesehener Ältermann bzw. Ratsherr im Stadtrat Oldenburgs tätig und tat sich als Mitbegründer der Oldenburger Versicherungsgesellschaft von 1857 und des Gewerbe- und Handelsvereins von 1840, dem Vorläufer der Oldenburgische Industrie- und Handelskammer, hervor. Der Verein, dessen Vorstand er zeitweise angehörte, empfahl ihn dem Staatsministerium als Sachverständigen für eine im August 1848 in Frankfurt tagende Konferenz von Vertretern des norddeutschen Wirtschaftsraums über die künftige deutsche Zollpolitik, bei der Hoyer nachhaltig den Grundsatz des Freihandels in dem noch zu schaffenden Deutschen Nationalstaats vertrat. 1864 zog er sich schließlich wegen anhaltender gesundheitlicher Beschwerden aus dem geschäftlichen und politischen Leben zurück. Durch seine Tätigkeiten und Verdienste zählt er zu den erfolgreichen und bedeutenden Persönlichkeiten des Oldenburger Wirtschaftslebens des 19. Jahrhunderts.

## Familie
Hoyer war in erster Ehe verheiratet mit Anna geb. Mehrens (1794–1830), in zweiter mit Katharina geb. Beindorff (1798–1865). Er war Vater von zehn Kindern, unter anderem von Johann Heinrich Hoyer (1817–1909) und von Wilhelm Christoph Hoyer (1826–1897), die beide die väterlichen Betriebe weiterführten.